# Mecànica Quàntica Relacional
La interpretació relacional de la mecànica quàntica és una variant de la interpretació dels molts mons de Hugh Everett III introduïda l'any 1996 per Carlo Rovelli. Aquesta teoria estén el caràcter relacional de la teoria d'Everett, tot apropant la quàntica a la teoria de la relativitat d'Einstein, però descarta l'existència de mons paral·lels. L'objectiu és eliminar la distinció entre observador i observable que es dona en la interpretació de Copenhaguen, traient tot significat físic a l'estat quàntic, però assumint la validesa de la formulació matemàtica original.

## Motivació
La teoria de la Mecànica Quàntica (MQ) presenta molts problemes conceptuals que dificulten la seva comprensió degut a les propietats intrínseques que presenta, les quals contradiuen la intuïció clàssica de la física. Aquesta nova teoria introdueix estats superposats, entrellaçament quàntic, dualisme d’ona-partícula i alguns altres, sense analogia clàssica. Per tal de donar un sentit físic a aquest fenòmens, es va crear la interpretació de Copenhaguen o ortodoxa a principis del segle xx, construïda com un conjunt de 5 postulats matemàtics que descriuen l'espai, l'evolució i la mesura dels estats quàntics, així com les regles per avaluar la probabilitat d’un esdeveniment.
No obstant això, el posterior desenvolupament de la teoria va mostrar que aquesta última interpretació no era suficient per explicar el comportament de la realitat. Especialment, una de les preguntes més importants tracta sobre la mesura i el col·lapse de la funció d'ona. En la interpretació ortodoxa, l'espai dels observadors és clàssic i no es veu afectat pels efectes quàntics. Els observadors interactuen amb estats quàntics produint el col·lapse instantani de la funció d'ona, de la superposició entre tots els resultats possibles a només un. Matemàticament, expressem aquest col·lapse com el mapeig:
{\displaystyle {\begin{matrix}t_{1}&\rightarrow &t_{2}\\\alpha |{\uparrow }\rangle +\beta |{\downarrow }\rangle &\rightarrow &|{\uparrow }\rangle .\end{matrix}}}
on l'estat inicial en superposició a l'instant de temps {\displaystyle t_{1}} passa a un estat propi de l'observable ({\displaystyle |{\uparrow }\rangle } en aquest cas). A més, aquest observador és extern (pot ser un aparell, un ésser humà o un déu) i invisible a les regles de la mecànica quàntica, però capaç de mesurar els seus efectes. Com és possible fer aquesta divisió si tots els elements de l'univers estan fets sobre les mateixes peces microscòpiques que viuen individualment en el domini quàntic? On és el límit entre el món clàssic i el quàntic? Què significa que la funció d'ona col·lapsa instantàniament? Aquesta distinció va portar a la paradoxa EPR on Einstein, Podolsky i Rosen descartaven aquesta visió del món ja que implicava la comunicació d'informació a velocitats superiors a la de la llum, cosa impossible segons la relativitat general.
La comunitat ha tractat aquests problemes creant interpretacions per donar una raó física als resultats dels experiments; algunes introduint variables ocultes, creant un nombre infinit de mons, afegint termes no lineals a l'equació de Schrodinger. Totes introduint dificultats addicionals i no resolent completament el problema. Actualment, estem veient contínuament com s’estan desenvolupant tecnologies quàntiques basant-se en la interpretació de Copenhaguen, de manera que certament no està malament en allò que prediu. Per tant, la teoria relacional no pretén rebutjar els procediments matemàtics d'aquesta, sinó incorporar una explicació física del processos i així respondre a alguns dels problemes plantejats anteriorment.

## Introducció
La teoria relacional s'ha d'entendre com una democratització de la interpretació de Copenhaguen on tots els sistemes tenen el mateix pes dintre de la teoria, per tant, tot sistema por actuar com observador i observat. L'objectiu de Carlo Rovelli amb aquest canvi de perspectiva és fer encaixar la MQ dintre de la relativitat especial, on l'important són les relacions entre sistemes i no els sistemes en si. En aquesta teoria, dos observadors poden donar diferents versions d'un mateix esdeveniment, sense que això impliqui un raonament fals, ja que el fet mesurat depèn també de la interacció amb l'observador. Seguint l'exemple anterior, una mesura sobre el sistema per part de l'observable {\displaystyle {\mathcal {O}}} es descriu per un segon observador extern {\displaystyle {\mathcal {P}}} a la interacció com l'evolució:
{\displaystyle {\begin{matrix}t_{1}&\rightarrow &t_{2}\\\left(\alpha |{\uparrow }\rangle +\beta |{\downarrow }\rangle \right)\otimes |{\text{init}}\rangle &\rightarrow &\alpha |{\uparrow }\rangle \otimes |O_{\uparrow }\rangle +\beta |{\downarrow }\rangle \otimes |O_{\downarrow }\rangle .\end{matrix}}}
L'estat final, després de la interacció, consisteix en un estat entrellaçat entre l'observable i l'observador ja que {\displaystyle {\mathcal {P}}} no coneix encara quin ha estat el resultat de la mesura, només sap que hi ha hagut una interacció. De fet, des del seu punt de vista, qualsevol dels dos sistemes pot haver actuat com a observador. En conseqüència, tenim dues realitats: una és la de {\displaystyle {\mathcal {O}}} que assegura haver mesurat l'estat i obtingut un dels dos resultats possibles, i l'altra és la de {\displaystyle {\mathcal {P}}} que no coneix el resultat però sap que si {\displaystyle {\mathcal {O}}} ha mesurat {\displaystyle |{\uparrow }\rangle } ({\displaystyle |{\downarrow }\rangle }) llavors el seu estat serà {\displaystyle O_{\uparrow }} ({\displaystyle O_{\downarrow }}).
Un exemple més pràctic és el d'una moneda, els dos estats possibles son cara i creu i poden donar-se amb un 50% de probabilitats. {\displaystyle {\mathcal {O}}}, en llançar-la i observar el resultat, està realitzant una mesura de l'estat de la moneda. Si una segona persona, {\displaystyle {\mathcal {P}}}, vol conèixer el resultat pot mirar la moneda o preguntar-li a {\displaystyle {\mathcal {O}}} ja que després de l'interacció i abans de la pregunta, la moneda i {\displaystyle {\mathcal {O}}} es troben en un estat entrellaçat.
Aquesta és la primera conseqüència d'assumir el caràcter relacional dels estats quàntics. El primer que va dur a terme aquest raonament va ser Hugh Everett III al 1957, proposant una formulació relacional de la MQ. Aquest article va portar al desenvolupament de la ben coneguda interpretació dels molts mons, on cada mesura crea un univers paral·lel o branca en la formulació original. Si més no, tot i que Rovelli es va inspirar també en el seu treball, les dues interpretacions presenten moltes diferencies conceptuals que veurem més endavant.

## Formulació
Primer de tot, en la interpretació relacional, no es pot parlar de l'estat quàntic d'un sistema, o en altres paraules, no existeix un estat quàntic absolut. El màxim que podem dir és que el sistema {\displaystyle {\mathcal {S}}} té un estat {\displaystyle \psi } respecte l'observador {\displaystyle {\mathcal {O}}}: {\displaystyle |\psi \rangle _{S:O}}. Conseqüentment, els estats quàntics no tenen un significat ontològic en el món físic, només són eines matemàtiques que ens permeten codificar la informació i deduir les probabilitats dels esdeveniments. Per aquest motiu, Rovelli no modifica la formulació matemàtica sinó el punt de vista, que comparteix amb la interpretació Qbista. En especial, els estats superposats no es poden entendre com aquell gat de Schrödinger que podia estar viu i mort a la vegada: {\displaystyle (|{\text{viu}}\rangle +|{\text{mort}}\rangle )/{\sqrt {2}}}; sinó com que el gat està ben definit en un dels dos estats però només en saps la probabilitat de cada un d'ells, no en quin està exactament.
Amb aquesta idea present, Rovelli proposa dues hipòtesis a partir de les quals desenvolupar la interpretació relacional:
1. Tots els sistemes són equivalents.
2. La Mecànica Quàntica és una teoria completa (que encaixa amb tots els experiments realitzats fins al dia d'avui).

L'autor, pren el camí seguit per Einstein en el desenvolupament de la relativitat especial. De fet, la primera hipòtesis coincideix, en gran manera, amb el principi de relativitat en considerar que les lleis de la física s'apliquen a tots els sistemes per igual. D'altra banda, considerar aquesta afirmació com a hipòtesis soluciona un dels problemes de la interpretació de Copenhaguen. No hi ha distinció entre món clàssic i quàntic, per tant, tampoc hi ha col·lapse de la funció d'ona, només interaccions, les quals es poden explicar des de qualsevol dels sistemes que intervenen.
La segona hipòtesis posa de manifest que la formulació matemàtica utilitzada a la interpretació ortodoxa és correcta, tant la llei de Born per a calcular la probabilitat dels esdeveniments, com l'equació de Schrödinger per calcular com evolucionen les probabilitats amb el temps. La primera representa una actualització discreta del resultat d'una mesura, mentre que la segona és un procés lineal que no destrueix l'estat inicial. Tot i semblat irreconciliables, l'ús de cada un dels mètodes depèn del sistema que realitza la mesura. Tornant a l'exemple anterior, hem vist com un observador extern {\displaystyle {\mathcal {P}}} descriu l interacció entre l'observable {\displaystyle {\mathcal {O}}} i el sistema {\displaystyle {\mathcal {S}}} (recordem que són intercanviables aquests últims). Aquest procés, en ser una interacció física, es descriu per un Hamiltonià {\displaystyle H_{S:O}} i, per tant, es pot calcular gràcies a l'equació de Schrödinger. D'altra banda, els dos sistemes que interactuen ({\displaystyle {\mathcal {S}}} i {\displaystyle {\mathcal {O}}}) utilitzen la llei de Born per descriure la seva evolució. Això es deu al fet que un sistema quàntic no pot interaccionar amb si mateix, no existeix un Hamiltonià {\displaystyle H_{O:O}}, i conseqüentment, no es pot descriure a si mateix mentre interacciona amb un altre sistema. L'evolució d'aquests es vista per ells mateixos com una actualització discreta d'una propietat pròpia dels seus sistemes seguint la llei de Born que queda entrellaçada amb una propietat de l'altre. En el cas de la moneda, la propietat que s'actualitza és un "bit" a la memòria de la persona que l'observa que denota si és "cara" o "creu".
En resum, els dos mètodes per descriure l'evolució dels estats no són incompatibles. La llei de Born serveix per descriure l'actualització de valors en les propietats dels sistemes que interactuen mentre que l'equació de Schrödinger és necessària per descriure el procés per un observador extern que coneix l'Hamiltonià dels sistemes.
Finalment, és important aclarir que Rovelli no vol explicar d'on ve l'aleatorietat en aquesta teoria, ell l'assumeix com a part essencial de la teoria.